# Queen of Chinatown
Queen of Chinatown ist ein Lied von Amanda Lear aus dem Jahr 1977, das von ihr und Anthony Monn geschrieben wurde. Es erschien auf ihrem ersten Studioalbum, I Am a Photograph, und zählt zu Lears bekanntesten Singles.

## Geschichte
Der Liedtext wurde von Amanda Lear selbst geschrieben, und die Musik und Produktion sind von Anthony Monn. Queen of Chinatown wurde als Amandas sechste Single veröffentlicht und erschien anschließend auf der Neuausgabe des Albums I Am a Photograph.
1998 veröffentlichte Amanda eine neue Version des Liedes auf ihrem Album Back in Your Arms. 2008 wurde sie das Lied noch einmal aufgenommen auf dem Album Amour toujours.

## Musikvideo
Das originale Musikvideo wurde für die Fernsehmusiksendung Musikladen gemacht, unter der Regie von Michael Leckebusch. Das Video ist 2012 auf der 3-DVD-Box Das beste aus dem Musikladen Vol. 1 enthalten.

## Charts und Chartplatzierungen
| ChartsChartplatzierungen | Höchstplatzierung | Wochen/ Monate |
| ------------------------ | ----------------- | -------------- |
| Deutschland (GfK)        | 2 (26 Wo.)        | 26 Wo.         |
| Österreich (Ö3)          | 11 (3 Mt.)        | 3 Mt.          |
| Schweiz (IFPI)           | 5 (8 Wo.)         | 8 Wo.          |

| ChartsJahrescharts (1977) | Platzierung |
| ------------------------- | ----------- |
| Deutschland (GfK)         | 39          |